# Ruszczyn (gromada)
Ruszczyn – dawna gromada, czyli najmniejsza jednostka podziału terytorialnego Polskiej Rzeczypospolitej Ludowej w latach 1954–1972.
Gromady, z gromadzkimi radami narodowymi (GRN) jako organami władzy najniższego stopnia na wsi, funkcjonowały od reformy reorganizującej administrację wiejską przeprowadzonej jesienią 1954 do momentu ich zniesienia z dniem 1 stycznia 1973, tym samym wypierając organizację gminną w latach 1954–1972.
Gromadę Ruszczyn siedzibą GRN w Ruszczynie utworzono – jako jedną z 8759 gromad na obszarze Polski – w powiecie piotrkowskim w woj. łódzkim, na mocy uchwały nr 35/54 WRN w Łodzi z dnia 4 października 1954. W skład jednostki weszły obszary dotychczasowych gromad Czyżów, Piaski, Ruszczyn i Piła Ruszczyńska ze zniesionej gminy Kamieńsk w tymże powiecie. Dla gromady ustalono 13 członków gromadzkiej rady narodowej.
1 stycznia 1956 gromada weszła w skład nowo utworzonego powiatu bełchatowskiego w tymże województwie.
1 lipca 1968 z gromady Ruszczyn wyłączono miejscowości Kurzymąka (wieś), Piła Ruszczyńska (wieś i kolonię) i Ruszczyn (wieś i kolonię), włączając je do gromady Kamieńsk w powiecie łęczyckim w tymże województwie, po czym gromadę Ruszczyn zniesiono, właczając jej (pozostały) obszar do znoszonej gromady Łękińsko w tymże powiecie.